# Barbara Traber
Barbara Traber (* 23. Februar 1943 in Thun) ist eine Schweizer Schriftstellerin, Journalistin und Lektorin.

## Leben
Barbara Traber besuchte nach der obligatorischen Schulzeit die Wirtschaftsmittelschule in Bern, welche sie mit dem Handelsdiplom abschloss. Anschliessend arbeitete sie in London als Privatsekretärin von Elias Canetti. In Lagos war sie als Sekretärin des Schweizer Botschafters tätig. Danach fing sie als Flight Attendant bei den Trans World Airlines in Paris an. Nach ihrer Rückkehr in die Schweiz arbeitete sie als Sekretärin im Hallwag-Verlag und im Radio Studio Bern. Seit 1979 ist sie als freie Schriftstellerin, Lektorin, Journalistin, Übersetzerin und Herausgeberin von Mundart-Anthologien tätig.
Traber ist Mitglied des Berner Schriftstellerinnen und Schriftsteller Vereins (BSV) und des Vereins der Autorinnen und Autoren der Schweiz. Von 1993 bis 1999 war sie Generalsekretärin des Deutschschweizer PEN-Zentrums.
Sie war mit dem Liedermacher Markus Traber († 2010), Mitglied der Berner Troubadours, verheiratet. Mit ihrer Familie lebt sie in Worb.

## Werk

### Als Autorin
- Bernerinnen. Vierzig bedeutende Frauen aus sieben Jahrhunderten. Wyss, Bern 1980
- Berner Gassen. Mit Fotos von Eduard Rieben. Wyss, Bern 1980
- Nebenzeit. Roman. In: ...sucht Liebe. Zytglogge, Gümligen 1982
- Muttermomente. Gedichte um Mutter und Kind. Edition Erpf, Bern 1985
  - 5. Auflage mit Fotos von Fernand Rausser: Edition Erpf bei Neptun, Kreuzlingen 2001, ISBN 3-256-00164-5
- Stille Tage am Fluß. Roman. Im Waldgut, Frauenfeld 1995, ISBN 3-7294-0218-8
- Efföi im Chischtli. Berndeutsche Geschichten. Emmentaler Druck, Langnau 1995
- Glismeti Strümpf. Chindsgy i de Füfzgerjahr. Mundartroman. Licorne, Murten 1997
- Tulpenbaum. Roman. Im Waldgut, Frauenfeld 1998, ISBN 3-7294-0271-4
- Das Abenteuer Provinz. Ein literarische Reportage über den jurassischen Schriftsteller Werner Renfer. Orte, Zelg/Wolfhalden 1999, ISBN 3-85830-099-3
- Café de Préty. Kriminalroman. Orte, Zelg/Wolfhalden 2000, ISBN 3-85830-110-8
- Poulet im Chörbli. Berndeutsche Geschichten. Licorne, Murten 2002
- Rat und Tat. Das Berner Rathaus. Staatskanzlei des Kantons Bern, 2003
- Meine Tochter will tanzen. Das andere Ballettbuch für Mütter und Jugendliche. Cosmos, Muri 2003, ISBN 3-305-00356-1
- Der Beweis. Schweizerisches Jugendschriftenwerk (SJW 2185), Zürich 2003
- Die Powermädchen. Schweizerisches Jugendschriftenwerk (SJW 2216), Zürich 2005, ISBN 3-7269-0517-0
- Härzchlopfe u weichi Chnöi. Bärndütschi Liebesgschichte. Licorne, Murten 2006, ISBN 3-85654-163-2
- Tod im Bücherdorf. Kriminalroman. Orte, Zelg/Wolfhalden 2007, ISBN 3-85830-141-8
- Fliegen und Liebe. Aufzeichnungen einer Air Hostess. MeaLittera, Eschborn 2010, ISBN 978-3-942260-03-9
- Tödliche Seilschaft. Gmeiner, Messkirch 2012, ISBN 978-3-8392-1291-2
- Vo naachem u vo wytem. Roman. Landverlag, Langnau 2013, ISBN 978-3-905980-20-2
- Für immer jung und schön: Olga Picabia-Mohler (1905-2002). Zytglogge, Oberhofen am Thunersee 2014, ISBN 978-3-7296-0879-5
- Auf den Brücken der Freundschaft. Ein Leben zwischen Literatur und Musik. Waldgut, Frauenfeld 2019, ISBN 978-3-03740-148-4
- Land der glücklichen Hühner. Dorfgeschichten aus der Bresse. Neptun, Bern 2022, ISBN 978-3-85820-333-5

### Als Herausgeberin
- Bärndütschi Liebesgedicht. Benteli, Bern 1979
- Ds Bärndütsche Gschichtebuech. Wyss, Bern 1981
- I zeue bis drü! Berndeutsche Kindergeschichten. Fischer, Münsingen 1985
- Gredt u gschribe. Eine Anthologie neuer Mundartliteratur der deutschen Schweiz (mit Christian Schmid-Cadalbert). Sauerländer, Aarau 1987
- «Mutz». 50 Jahre Berner Schriftsteller-Verein 1939–1989. Lesebuch/Lexikon/Chronik (mit Hans Erpf). BSV, Bern 1989
- Der Bund der Eid-Genossen. Rex, Luzern/Stuttgart 1990
- Uf em Ofebänkli. Erläbts u Verzellts us der Brattig usgläse vo der Barbara Traber. Licorne, Murten 1999
- I ha di gärn. Bärndütschi Liebesgedicht usgläse vo dr Barbara Traber. Licorne, Murten 2001

### Übersetzungen
- Michel Bühler: Das gestohlene Wort. Der lange Winter in Sainte-Croix. Roman. Limmat, Zürich 1989, ISBN 3-85791-148-4
- Gilbert Jollier: Das Werk des Feuers. In: Gasthausschildereien, herausgegeben von Henrik Rhyn. Edition Hans Erpf, Bern/München 1989
- Sylviane Chatelain: Schattenteil. Erpf, Bern/München 1991
- Kits Hilaire: Berlin, letzte Vorstellung. Erpf, Bern/München 1991
- Rudolfo A. Anaya: Die Herausforderung. Aus dem Amerikanischen. In: Redefreiheit. Ein Begriff, herausgegeben von Henrik Rhyn. Erpf, Bern/München 1991
- Goscinny / Uderzo: Asterix, d Rose u ds Schwärt (mit Markus Traber). ED Emmentaler Druck, Langnau 1991
- Trudi Worrell: Die Brücke. Erpf, Bern/München 1993
- Sylviane Chatelain: Die Worte; Hughes Richard: Igluwinter; Bernadette Richard: Brief an einen zu früh dahingegangenen Geliebten. In: Passerelle. Zehn Jahre Literaturpreise des Kantons Bern. Canevas Editeur, Dôle (F) / St-Imier 1993
- Werner Renfer: „Hannebarde“ und gesammelte Erzählungen. Aus dem Französischen und mit Nachwort von Barbara Traber, hg. v. Charles Linsmayer. Huber, Frauenfeld 1997, ISBN 3-7193-1136-8
- Charles-Albert Cingria: Ja, jeden Tag neu geboren werden... Erinnerungen, Glossen, Thesen, Polemiken. Mit einem Nachwort hg. v. Charles Linsmayer. Aus dem Franz. v. Barbara Traber et al. Huber, Frauenfeld 2001, ISBN 3-7193-1244-5
- Richard Bach: D’ Möwe Jonathan. Bärndütsch (mit Markus Traber). Diederichs/Hugendubel, Kreuzlingen/München 2007, ISBN 3-7205-3028-0
- Peter Coolbak: Dreihundert Kuhglocken jagen Banditen in die Flucht. Landverlag, Trubschachen 2011, ISBN 978-3-905980-00-4
- Oxana Khlopina: Moravagine - Blaise Cendrars' Schatten. Stämpfli, Bern 2014, ISBN 978-3-7272-1424-0
- Daniel de Roulet: Wenn die Nacht in Stücke fällt: ein Brief an Ferdinand Hodler. Limmat-Verlag, Zürich 2019, ISBN 978-3-85791-872-8
- Francis Giauque: Die Glut der Schwermut im Schattenraum der Nacht. Gedichte (übers. von Christoph Ferber) und Prosa (übers. von Barbara Traber). Mit einem Nachwort hg. v. Charles Linsmayer (Reprinted by Huber, Bd. 37). Th. Gut Verlag, Zürich 2019, ISBN 978-3-85717-280-9
- Blaise Hofmann: Capucine: unsere vergessene Hollywood-Ikone. Zytglogge, Basel 2020, ISBN 978-3-7296-5032-9
- Clare O’Dea: Der Tag, an dem die Männer Nein sagten. Clare O’Dea, Freiburg i.Ü. 2021, ISBN 978-2-9701445-1-9

### Hörspiele/Radiosendungen
- Robert Schumann, Radio DRS, Bern 1976
- Années de Pèlerinage: Franz Liszt und die Schweiz, Radio DRS, Bern 1977
- E. N. von Reznicek, Radio DRS, Bern 1977
- Cosima Wagner, Radio DRS, Bern 1978

## Auszeichnungen
- 1986 Förderpreis des Kantons Bern für Muttermomente
- 1989 / 1995 Halbes Werkjahr Pro Helvetia / Stadt und Kanton Bern
- 1997 Werkjahr der Lydia-Eymann-Stiftung Langenthal